# Los Angeles Daily News
Los Angeles Daily News, también conocido como Daily News of Los Angeles, es el segundo periódico que más circula en Los Ángeles, California. Es el principal periódico del Los Angeles Newspaper Group, parte de la empresa de Digital First Media, que tiene su base de operaciones en Colorado.
Las oficinas de Daily News se encuentran ubicadas en Woodland Hills, y la mayoría de sus lectores son del Valle de San Fernando. Sus artículos por lo general tratan sobre los negocios del valle, educación y crimen. Por lo general tienen una vista derechista y centralista, aunque recientemente a una vista izquierdista, apoyando a Barack Obama para presidente.
La empresa periodística Digital First Media también publican los siguientes diarios regionales:
Torrance Daily Breeze cubre la región suroeste del Condado de Los Ángeles;
Long Beach Press Telegram cubre la región de Long Beach, Compton y Norwalk; 
Whittier Daily News cubre el área de Whittier; 
San Gabriel Valley Tribune cubre el Valle de San Gabriel; 
Pasadena Star-News cubre la región de Pasadena y Arcadia; 
Inland Valley Daily Bulletin cubre el Valle de Pomona y el área de Ontario; 
San Bernardino Sun cubre el Valle de San Bernardino;
Redlands Daily Facts cubre la región de Redlands y Yucaipa;
Press-Enterprise cubre las regiones occidental y central del Condado de Riverside;
Orange County Register cubre el Condado de Orange. 
Su actual y principal editor es Carolina García.